# Pisachoides obstinata
Pisachoides obstinata är en insektsart som först beskrevs av Melichar 1932.  Pisachoides obstinata ingår i släktet Pisachoides och familjen dvärgstritar. Inga underarter finns listade i Catalogue of Life.